# Hugonia
Hugonia là một chi thực vật có hoa trong họ Linaceae.

## Loài
Chi Hugonia gồm các loài: